# John McGough
John McGough (* 13. Dezember 1876 in Armagh; † 23. April 1967 in Castleblayney, Irland) war ein britischer Leichtathlet, der zu Beginn des 20. Jahrhunderts als Mittelstreckenläufer erfolgreich war.
Er wurde in Irland geboren, verbrachte jedoch den größten Teil seines Lebens in Schottland. Er arbeitete bei der Post in Glasgow, wo er gleichzeitig Mitglied der Bellahouston Harriers war.

## Karriere
John McGough gewann insgesamt 15 schottische (sc) und irische (ir) Landesmeisterschaften:
| Jahr     | 1902         | 1903         | 1904         | 1905         | 1906         | 1907              | 1910         |
| 880 yds  |              | Meister (sc) | Meister (sc) |              |              | Meister (sc)      |              |
| 1 Meile  | Meister (sc) | Meister (sc) | Meister (sc) | Meister (sc) | Meister (sc) | Meister (sc) (ir) | Meister (sc) |
| 2 Meilen |              |              |              | Meister (ir) |              |                   |              |
| 3 Meilen |              |              |              | Meister (ir) |              |                   |              |
| 4 Meilen | Meister (sc) | Meister (sc) |              |              |              |                   |              |

Darüber hinaus nahm er an zwei Olympischen Spielen teil: den Olympischen Zwischenspielen 1906 in Athen und den Olympischen Spielen 1908 in London.
- In Athen startete er über 800 m, 1500 m und 5 Meilen.
  - Über 800 m schied er bereits im Vorlauf aus. Seine Zeit wurde nicht ermittelt.
  - Über 1500 m gewann er seinen Vorlauf in 4:18,8 Minuten. Im Finale konnte er sich deutlich steigern und lag im Ziel nur knapp hinter dem US-Amerikaner James Lightbody, der sich in 4:12,0 min die Goldmedaille holte. John McGough kam in 4:12,6 min auf Platz zwei vor dem Schweden Kristian Hellström (Dritter in 4:13,4 min).
  - Über fünf Meilen erreichte er zwar das Ziel, kam aber nicht unter die ersten drei. Seine Zeit wurde nicht ermittelt.

- In London ging McGough lediglich über seine Spezialstrecke, die 1500 m, an den Start und wurde in 4:16,4 Minuten Dritter seines Vorlaufs. Damit war er ausgeschieden, da nur die Vorlaufsieger als qualifiziert galten.

## Bestzeiten
Als persönliche Bestzeiten werden für ihn angegeben:
- 800 m: 1:57,6 min, 1906
- 1000 yds: 2:18,2 min, 1905
- 1500 m: 4:12,6 min, 1906
- 1 Meile: 4:19,2 min, 1906
- 2 Meilen: 9:32,4 min, 1904
- 3 Meilen: 14:44,6 min, 1904
- 4 Meilen: 20:06,2 min, 1905

McGoughs Zeit von 4:19,2 min bedeutete Platz 7 auf der Weltbestenliste für den Zeitraum 1901–1908.